# Johannes Minckwitz
Johannes Minckwitz, noto anche come Johannes von Minckwitz (Lipsia, 11 aprile 1843 – Biebrich, 20 maggio 1901), è stato uno scacchista e compositore di scacchi tedesco.
Il suo miglior risultato fu il secondo posto, dietro Adolf Anderssen, al torneo di Brema del 1869. Un altro buon risultato fu il primo posto, ex aequo con Max Weiss e Adolf Schwarz, al torneo di Graz del 1880.
Altri piazzamenti furono i seguenti:
- 1869: 3º-5º ad Amburgo (vinse Anderssen);
- 1871: 3º a Krefeld (vinse Louis Paulsen);
- 1880: 3º-5º a Braunschweig (vinse Louis Paulsen);
- 1890: 9º a Berlino (vinsero Emanuel Lasker e suo fratello Berthold).

Negli anni 1865–1876 e 1879–1886 fu direttore della rivista Deutsche Schachzeitung.
Minckwitz è stato anche un problemista. Compose prevalentemente problemi diretti in tre e più mosse e di automatto.
Scrisse le seguenti opere scacchistiche:
- Das ABC des Schachspiels (Lipsia, 1879)
- Humor in Schachspiel (Lipsia, 1885)
- Der kleine Schachkönig (Lipsia, 1889)